# Silvhyttan
Silvhyttan is een plaats in de gemeente Smedjebacken in het landschap Dalarna en de provincie Dalarnas län in Zweden. De plaats heeft 116 inwoners (2005) en een oppervlakte van 13 hectare. De plaats ligt aan het meer Staren.